# Fairchild XC-120
Die Fairchild XC-120 Packplane war ein amerikanisches experimentelles Transportflugzeug, das erstmals 1950 flog. Es wurde aus der C-119 Flying Boxcar des Unternehmens entwickelt und war einzigartig in der unkonventionellen Verwendung eines abnehmbaren Frachtbehälters, der anstatt eines Frachtraums unterhalb des Rumpfes befestigt war.

## Konstruktion und Entwicklung
Die XC-120 basierte auf der Flugzeugzelle einer C-119B (USAF-Seriennummer 48-330, Werknr. 10312), die knapp unter dem Cockpit abgeschnitten wurde. Die Flügel waren zwischen den Triebwerken und dem Rumpf nach oben abgewinkelt, wodurch der Rumpf um einige Fuß angehoben wurde und dem Flugzeug ein umgekehrtes Möwenflügel-Aussehen verliehen. „Zwillings“-Räder mit kleinerem Durchmesser wurden vor jeder der Hauptfahrwerksverstrebungen installiert, um als Bugräder zu dienen, während die Hauptverstrebungen nach hinten verlängert wurden.
Alle vier Fahrwerkseinheiten, in passenden „Bug“- und „Haupt“-Fahrwerksverkleidungen, konnten scherenartig angehoben und abgesenkt werden. Damit konnte das Flugzeug abgesenkt und der Abstand zu einer geplanten Vielzahl unterschiedlicher Transportcontainer, die unterhalb des Rumpfes angebracht wurden, angepasst werden. Diese sollten unabhängig vom Flugzeug beladen werden können und so das Laden und Entladen von Fracht beschleunigen.

## Verwendung
Nur eine XC-120 wurde gebaut. Obwohl das Flugzeug in den frühen 1950er Jahren ausgiebig getestet wurde und zahlreiche Airshowauftritte machte, ging das Projekt nicht weiter. Es wurde vom Air Proving Ground Command auf der Eglin Air Force Base, Florida, im Jahr 1951 getestet, bevor das Projekt 1952 aufgegeben wurde. Der einzige Prototyp wurde schließlich verschrottet.
Für die Serienflugzeuge war die Bezeichnung C-128 vorgesehen.

## Technische Daten

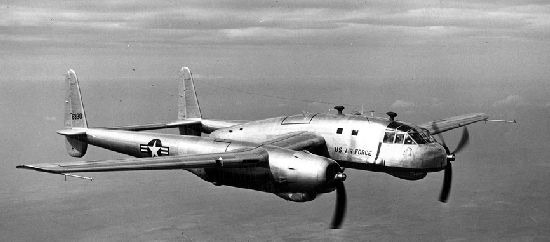
XC-120 ohne Cargocontainer

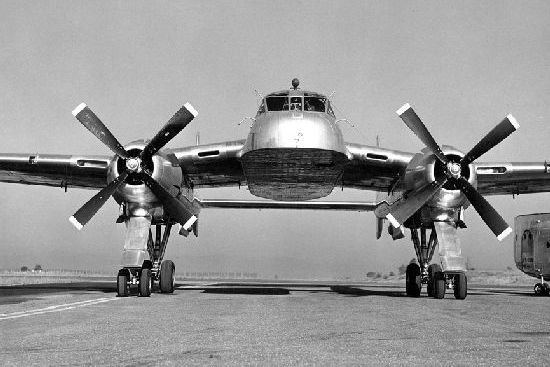
XC-120 am Boden

| Kenngröße             | Daten                                                                              |
| --------------------- | ---------------------------------------------------------------------------------- |
| Besatzung             | 5 (Pilot, Copilot, Bordingenieur, zwei Lademeister)                                |
| Länge                 | 25,25 m (82 ft 10 in)                                                              |
| Spannweite            | 32,46 m (106 ft 6 in)                                                              |
| Höhe                  | 7,65 m (25 ft 1 in)                                                                |
| Flügelfläche          | 134,4 m² (1,447 sq ft)                                                             |
| Flügelstreckung       | 7,8                                                                                |
| Zuladung              | 9.072 kg (20.000 lb) (2,700 cu.ft)                                                 |
| Triebwerke            | 2 × Sternmotor Pratt & Whitney R-4360-20W mit je 3.549 PS (2.610 kW) Startleistung |
| Höchstgeschwindigkeit | 450 km/h (243 kts)                                                                 |
| Reichweite            | 2.832 km (1.529 NM)                                                                |
| Dienstgipfelhöhe      | 7.286 m (23.900 ft)                                                                |
| Steigrate             | 308 m/min (1.010 ft/min)                                                           |

Quelle: